# Advertencia de científicos del mundo a la humanidad
La Advertencia de científicos del mundo a la humanidad fue un documento escrito en 1992 por Henry W. Kendall y firmado por unos 1.700 científicos destacados. Veinticinco años después, en noviembre de 2017, 15.364 científicos firmaron la Advertencia de científicos del mundo a la humanidad: un segundo aviso, escrito por William J. Ripple y siete coautores, los cuales piden, entre otras cosas, la planificación de la población humana y la disminución drástica del consumo per cápita de combustibles fósiles, carne y otros recursos. El Segundo Aviso tiene más cofirmantes científicos y partidarios formales que cualquier otro artículo de revista científica nunca publicado.

## Primera publicación
A finales de 1992, el fallecido en 1999 Henry W. Kendall, expresidente de la junta directiva de la Union of Concerned Scientists (UCS), escribió el texto de la primera advertencia de científicos del mundo a la humanidad, el texto comienza así: "Los seres humanos y el mundo natural están en un camino de colisión". La mayoría de los premios Nobel de ciencias firmaron el documento; alrededor de 1.700 de los principales científicos del mundo agregaron su firma.
A veces se presentaba este texto  en oposición a la llamada Apelación de Heidelberg—también firmada por numerosos científicos y premios Nobel a principios de 1992— que comienza criticando "una ideología irracional que se opone al progreso científico e industrial e impide el desarrollo económico y social". Este documento fue citado a menudo por quienes se oponen a las teorías relacionadas con el cambio climático.
Sin embargo, la Apelación de Heidelberg no ofrece recomendaciones específicas y no es una acusación de la ciencia ambiental: "Suscribimos plenamente los objetivos de una ecología científica para un universo cuyos recursos deben ser evaluados, monitoreados y preservados. Pero por la presente exigimos que este inventario, seguimiento y conservación se fundamenten en criterios científicos y no en preconcepciones irracionales".
Por el contrario, la petición dirigida por la UCS contiene recomendaciones específicas: "Debemos, por ejemplo, pasar de los combustibles fósiles a fuentes de energía más benignas e inagotables para reducir las emisiones de gases de efecto invernadero y la contaminación de nuestro aire y agua... Debemos estabilizar la población".

## Segundo aviso
En noviembre de 2017, 15.364 científicos firmaron la Advertencia de científicos del mundo a la humanidad: un segundo aviso, escrito por el profesor principal de ecología, William J. Ripple de la Universidad Estatal de Oregon, junto con otros 7 coautores, que piden, entre otras cosas, limitar el crecimiento de la población, la disminución drástica del consumo per cápita de combustibles fósiles, carne y otros recursos. [alfa inferior 1] El Segundo Aviso incluyó 9 gráficos de series de tiempo de indicadores claves, cada uno correlacionado con un problema específico mencionado en la advertencia original de 1992, para mostrar que la mayoría de los problemas ambientales continúan con una tendencia en la dirección incorrecta, la mayoría sin cambio perceptible de la tendencia. El artículo incluía 13 pasos específicos que la humanidad podría tomar para hacer la transición a la sostenibilidad. 
El Segundo aviso tiene más cofirmantes científicos y partidarios formales que cualquier otro artículo de revista nunca publicado. La advertencia completa se publicó en BioScience, y aún se puede firmar en el sitio web  Scientists Warning.

## Advertencia de 2019 sobre el cambio climático
En noviembre de 2019, un grupo de más de 11.000 científicos de 153 países calificó el cambio climático como una "emergencia" que conduciría a un "sufrimiento humano incalculable" si no se llevan a cabo grandes cambios en la acción:

Declaramos clara e inequívocamente que el planeta Tierra se enfrenta a una emergencia climática. Para asegurar un futuro sostenible, debemos cambiar la forma en que vivimos. [Esto] implica grandes transformaciones en las formas en que nuestra sociedad global funciona e interactúa con los ecosistemas naturales.